# Grancona
Grancona est une ancienne commune italienne située dans la province de Vicence en région Vénétie. Depuis 2017, elle fait partie de la commune de Val Liona.

## Géographie
Grancona est située dans la zone centre-ouest des collines Berici, vers la fin de la vallée de la rivière Liona. Elle comprenait les hameaux de San Gaudenzio et Spiazzo.

## Histoire
Le 17 février 2017, Grancona fusionne avec San Germano dei Berici pour former la commune de Val Liona.

## Administration
| Période                                  | Période | Identité | Étiquette | Qualité |
| ---------------------------------------- | ------- | -------- | --------- | ------- |
|                                          |         |          |           |         |
| Les données manquantes sont à compléter. |         |          |           |         |